# Somewhere Far Beyond
Somewhere Far Beyond četvrti je studijski album njemačkog power metal sastava Blind Guardian.

## Popis pjesama
1. "Time What is Time"  – 5:42
2. "Journey Through the Dark"  – 4:45
3. "Black Chamber"  – 0:56
4. "Theatre of Pain"  – 4:15
5. "The Quest for Tanelorn"  – 5:53
6. "Ashes to Ashes"  – 5:58
7. "The Bard's Song" (In the Forest)  – 3:09
8. "The Bard's Song" (The Hobbit)  – 3:52 (bazirana na istoimenom djelu)
9. "The Piper's Calling"  – 0:58
10. "Somewhere Far Beyond"  – 7:28 (bazirana na djelima - The Dark Tower serije)

- Bonus pjesme

1. "Spread Your Wings"  – 4:13
2. "Trial By Fire"   – 3:42
3. "Theatre of Pain" (Classic Version)  – 4:13

## Zasluge
Blind Guardian
- Hansi Kürsch - vokali i bas-gitara
- André Olbrich - glavna gitara i prateći vokali
- Marcus Siepen - ritam gitara i prateći vokali
- Thomas Stauch - bubnjevi

Ostalo osoblje
- Kalle Trapp - producent
- Andreas Marschall - omot albuma